# Venice Cup
Il Campionato del Mondo di bridge per le squadre femminili è generalmente conosciuto come Venice Cup, perché la prima edizione si tenne a Venezia, nel 1974.
La competizione si svolge ogni due anni, in parallelo con la Bermuda Bowl (Campionato del Mondo a squadre maschili). La più recente edizione della Venice Cup si è svolta nei Paesi Bassi nel 2011, la vincitrice è stata la squadra della Francia.

## Vincitrici
| Anno | Squadre | Rank | Giocatrici |
| ---- | ------- | ---- | --- |
| 1974 | 2       | 1.   | USA Bette Cohn, Emma Jean Hawes, Dorothy Hayden Truscott, Betty Ann Kennedy, Marietta Passell, Carol Sanders                         |
|      |         | 2.   | Italia Marisa Bianchi, Luciana Canessa, Rina Jabès, Maria Antonietta Robaudo, Anna Valenti, Maria Vittoria Venturini                 |
| 1976 | 2       | 1.   | USA Emma Jean Hawes, Dorothy Hayden Truscott, Betty Ann Kennedy, Jacqui Mitchell, Gail Moss, Carol Sanders                           |
|      |         | 2.   | Gran Bretagna Charley Esterson, Nicola Gardener, Fritzi Gordon, Sandra Landy, Rixi Markus, Rita Oldroyd                              |
| 1978 | 5       | 1.   | USA Mary Jane Farell, Emma Jean Hawes, Dorothy Hayden Truscott, Marilyn Johnson, Jacqui Mitchell, Gail Moss                          |
|      |         | 2.   | Italia Marisa Bianchi, Luciana capodanno, Marisa D'Andrea, Enrichetta Gut, Andreina Morini, Anna Valenti                             |
|      |         | 3.   | Argentina María Teresa de Díaz, Adriana C. de Martínez de Hoz, Maria Elena Iacapraro, Marta Matienzo, Clara Monsegur                 |
| 1981 | 5       | 1.   | Gran Bretagna Pat Davies, Nicola Gardener, Sandra Landy, Sally Sowter, (Maureen Dennison, Diana Williams)*                           |
|      |         | 2.   | USA Nancy Gruver, Edith Kemp, Betty Ann Kennedy, Judi Radin, Carol Sanders, Kathie Wei                                               |
|      |         | 3.   | Brasile Agota Mandelot, Sylvia Mello, Elisabeth Murtinho, Suzy Powidzer, (Maria Lena Brito, Alice Saad)**                            |
| 1985 | 10      | 1.   | Gran Bretagna Pat Davies, Sally Horton, Sandra Landy, Nicola Smith, (Michelle Brunner, Gillian Scott-Jones)*                         |
|      |         | 2.   | USA 1 Gail Moss, Betty Ann Kennedy, Jacqui Mitchell, Judi Radion, Carol Sanders, Kathie Wei                                          |
|      |         | 3.   | Francia Véronique Bessis, Ginette Chevalley, Danièle Gaviard, Fabienne Pigeaud, Catherine Saul, Sylvie Willard                       |
| 1987 | 10      | 1.   | USA 2 Cheri Bjerkan, Juanita Chambers, Lynn Deas, Beth Palmer, Judi Radin, Kathie Wei                                                |
|      |         | 2.   | Francia Véronique Bessis, Hélène Bordenave, Ginette Chevalley, Bénédicte Cronier, Danièle Gaviard, Sylvie Willard                    |
|      |         | 3.   | Italia Marisa Bianchi, Luciana Capodanno, Marisa D'Andrea, Carla Gianardi, Gabriella Olivieri, Anna Valenti                          |
| 1989 | 10      | 1.   | USA Kitty Bethe, Lynn Deas, G. Margie Gwozdzinsky, Karen McCallum, Beth Palmer, Kerri Shuman                                         |
|      |         | 2.   | Paesi Bassi Carla Arnolds, Ellen Bakker, Ine Gielkens, Elly Schippers, Marijke van der Pas, Bep Vriend                               |
|      |         | 3.   | Canada Francine Cimon, Dianna Gordon, Mary Paul, Sharyn Reus, Gloria Silverman, Katie Thorpe                                         |
| 1991 | 16      | 1.   | USA 2 Nell Cahn, Stasha Cohen, Lynn Deas, Sharon Osberg, Nancy Passell, Sue Picus                                                    |
|      |         | 2.   | Austria Gabriele Bamberger, Maria Erhart, Doris Fischer, Terry Weigkricht, (Rosi Spinn, Britta Widengren)***                         |
|      |         | 3.   | Cina Gu Ling, Liu Yiqian, Sun Ming, Zhang Yalan, (Shi Shaomin, Wang Liping)**                                                        |
| 1993 | 16      | 1.   | USA 2 Karen McCallum, Jill Meyers, Sharon Osberg, Sue Picus, Kerri Sanborn, Kay Schulle                                              |
|      |         | 2.   | Germania Karin Caesar, Marianne Mögel, Pony Nehmert, Waltraud Vogt, Daniela von Arnim, Sabine Zenkel                                 |
|      |         | 3.   | Svezia Lisbeth Åström, Pyttsi Flodqvist, Linda Långström, Catarina Midskog, Bim Ödlund, Mari Ryman                                   |
| 1995 | 16      | 1.   | Germania Sabine Auken, Pony Nehmert, Andrea Rauscheid, Daniela von Arnim, (Karin Caesar, Marianne Mögel)*                            |
|      |         | 2.   | USA 1 Karen McCallum, Kitty Munson, Sue Picus, Rozanne Pollack, Kerri Sanborn, Carol Simon                                           |
|      |         | 3.   | Francia Véronique Bessis, Claude Blouquit, Bénédicte Cronier, Catherine D'Ovidio, Colette Lise, Sylvie Willard                       |
| 1997 | 18      | 1.   | USA 1 Lisa Berkowitz, Mildred Breed, Marinesa Letizia, Jill Meyers, Randi Montin, Tobi Sokolow                                       |
|      |         | 2.   | Cina Gu Ling, Lu Yan, Sun Ming, Wang Wenfei Zhang Yalan, Zhang Yu                                                                    |
|      |         | 3.   | USA 2 Juanita Chambers, Lynn Deas, Irina Levitina, Beth Palmer, Kerri Sanborn, Kathie Wei                                            |
| 2000 | 20      | 1.   | Paesi Bassi Jet Pasman, Anneke Simons, Martine Verbeek, Bep Vriend, Marijke van der Pas, Wietske van Zwol                            |
|      |         | 2.   | USA 1 Renee Mancuso, Jill Meyers, Randi Montin, Shawn Quinn, Janice Seamon-Molson, Tobi Sokolow                                      |
|      |         | 3.   | Danimarca Trine Bilde Kofoed, Dorte Cilleborg, Bettina Kalkerup, Kirsten Steen Møller, (Mette Drøgemüller, Charlotte Koch-Palmund)** |
| 2001 | 18      | 1.   | Germania Sabine Auken, Pony Nehmert, Andrea Rauscheid, Daniela von Arnim, (Katrin Farwig, Barbara Hackett)*                          |
|      |         | 2.   | Francia Véronique Bessis, Bénédicte Cronier, Catherine D'Ovidio, Sylvie Willard, (Catherine Fishpool, Elisabeth Hugon)***            |
|      |         | 3.   | USA 2 Mildred Breed, Petra Hamman, Joan Jackson, Robin Klar, Shawn Quinn, Kay Schulle                                                |
| 2003 | 18      | 1.   | USA 1 Betty Ann Kennedy, Jill Levin, Sue Picus, Janice Seamon-Molson, Tobi Sokolow, Kathie Wei-Sender                                |
|      |         | 2.   | Cina Gu Ling, Wang Hongli, Wang Liping, Wang Wenfei, Zhang Yalan, Zhang Yu                                                           |
|      |         | 3.   | Paesi Bassi Carla Arnolds, Jet Pasman, Anneke Simons, Bep Vriend, Marijke van der Pas, Wietske van Zwol                              |
| 2005 | 22      | 1.   | Francia Bénédicte Cronier, Danièle Gaviard, Catherine D'Ovidio, Sylvie Willard, (Nathalie Frey, Vanessa Reess)*                      |
|      |         | 2.   | Germania Anja Alberti, Sabine Auken, Barbara Hackett, Pony Nehmert, Mirja Schraverus-Meuer, Daniela von Arnim                        |
|      |         | 3.   | Paesi Bassi Carla Arnolds, Femke Hoogweg, Jet Pasman, Anneke Simons, Bep Vriend, Wietske van Zwol                                    |
| 2007 | 22      | 1.   | USA 1 Jill Levin, Irina Levitina, Jill Meyers, Hansa Narasimhan, Debbie Rosenberg, JoAnna Stansby                                    |
|      |         | 2.   | Germania Anja Alberti, Sabine Auken, Barbara Hackett, Pony Nehmert, Mirja Schraverus-Meuer, Daniela von Arnim                        |
|      |         | 3.   | Cina Gu Ling, Liu Yiqian, Sun Ming, Wang Hongli, Wang Wenfei, Zhang Yalan                                                            |
| 2009 | 22      | 1.   | Cina DONG Yongling, LIU Yiqian, SUN Ming, WANG Hongli, Wang Wenfei, YAN Ru                                                           |
|      |         | 2.   | USA 1 Lynn Baker, Lynn Deas, Irina Levitina, Karen McCallum, Beth Palmer, Kerri Sanborn                                              |
|      |         | 3.   | Francia Daniele Allouche-Gaviard, Veronique Bessis, Benedicte Cronier, Catherine D'ovidio, Elisabeth Hugon, Sylvie Willard           |
| 2011 | 22      | 1.   | Francia Danièle Allouche-Gaviard, Véronique Bessis, Bénédicte Cronier, Catherine D'Ovidio, Joanna Neve, Sylvie Willard               |
|      |         | 2.   | Indonesia Lusje Olha BOJOH, Fera DAMAYANTI, Suci Amita DEWI, Kristina Wahyu MURNIATI, — RIANTINI, Julita Grace TUEJE                 |
|      |         | 3.   | Paesi Bassi Carla Arnolds, Laura Dekkers, Marion Michielsen, Jet Pasman, Anneke Simons, Bep Vriend                                   |
| 2013 | 22      | 1.   | USA 2 Hjördis Eythorsdottir, Jill Levin, Jill Meyers, Janice Seamon-Molson, Jenny Wolpert, Migry Zur-Campanile                       |
|      |         | 2.   | Inghilterra Sally Brock, Fiona Brown, Heather Dhondy, Nevena Senior, Nicola Smith, Susan Stockdale                                   |
|      |         | 3.   | Paesi Bassi Carla Arnolds, Marion Michielsen, Jet Pasman, Anneke Simons, Wietske van Zwol, Meike Wortel                              |

- * Dennison–Williams nel 1981, Brunner–Scott-Jones nel 1985, Caesar–Mögel nel 1995, Farwig–Hackett nel 2001, e Frey–Reess nel 2005 non hanno partecipato a tutti gli incontri per il titolo di Campione del Mondo
- ** Brito–Saad nel 1981, Shi–Wang L. nel 1991, e Drøgemüller, Koch-Palmund nel 2000 non hanno partecipato a tutti gli incontri per il terzo posto
- *** Spinn–Widengren nel 1991 e Fishpool – Hugon nel 2001 non hanno partecipato a tutti gli incontri per il secondo posto

## Sedi della manifestazione
- 1974 Venezia, Italia
- 1976 Monte Carlo, Principato di Monaco
- 1978 New Orleans, Stati Uniti
- 1981 New York, Stati Uniti
- 1985 San Paolo del Brasile, Brasile
- 1987 Ocho Ríos, Giamaica
- 1989 Perth, Australia
- 1991 Yokohama, Giappone
- 1993 Santiago, Cile
- 1995 Pechino, Cina
- 1997 Hammamet, Tunisia
- 2000 Southampton, Bermuda
- 2001 Parigi, Francia
- 2003 Monte Carlo, Principato di Monaco
- 2005 Estoril, Portogallo
- 2007 Shanghai, Cina
- 2009 San Paulo, Brasile
- 2011 Veldhoven, Paesi Bassi
- 2013 Bali, Indonesia